# Stronger Than Ever (musikalbum av Raised Fist)
Stronger Than Ever är en EP från 1996 av det svenska hardcorebandet Raised Fist. Utgiven av skivbolaget Burning Heart Records.

## Låtlista[1]
1. "Stronger Than Ever"
2. "Reduction of Hate"
3. "Torn Apart"
4. "I’ve Tried"
5. "Next"
6. "The Answer"
7. "Time for Changes"
8. "Soldiers of Today"
9. "E-skile"